# Salavainen
Salavainen est une île de l'archipel finlandais à Naantali en Finlande.

## Géographie
Salavainen est située à environ 32 kilomètres à l'ouest de Turku.  

La superficie de l'île est de 3,48 kilomètres carrés et sa plus grande longueur est de 3,8 kilomètres dans la direction nord-sud. 

L'île culmine à environ 20 mètres d'altitude,. 

Salavainen abrite le lac Kotojärvi.
Salavainen est séparée de Vähämaa par le détroit Haukansalmi. 

Salavainen est au nord-est de l'île de Kettumaa.